# G. Schulz Maschinen- und Automobilfabrik
G. Schulz Maschinen- und Automobilfabrik fu un costruttore tedesco di automobili e autocarri.

## Storia
L'azienda di Magdeburgo-Neustadt fu fondata nel 1892. Nel 1902 iniziò la produzione di automobili. Il marchio usato fu Schulz. Un veicolo della casa nel 1905 partecipò alla gara Herkomer-Konkurrenz. Nel 1907 la produzione finì. Autocarri furono prodotti nel biennio 1906-1907.

## Autoveicoli
Il primo modello d'auto fu creato nel 1902. Nel 1904 venne prodotto il modello 18 PS e 28 PS presentati al salone dell'automobile di Berlino. Nel 1904 il modello Bauer viene presentato. Il motore fu un quattro cilindri da 24 HP. La società venne messa in insolvenza e acquisita dalla Süddeutschen Motorwagen-Industrie Noris Gebr. Bauer.
Gli autocarri montavano un due cilindri di 2.300 cm³ di cilindrata.